# 한슬
한슬(본명: 이한슬, 1995년 11월 22일 ~ )은 오스트레일리아의 여자 모델, 연기자이다. 2016년 패션 매거진《보그》모델로 데뷔했다.

## 학력
- 고려대학교 휴학중

## 수상
- 2018년 제1회 동작구청장배 복싱대회 -45kg급 준우승

## 출연 작품
| 연도 | 방송사 | 제목   | 역할 | 비고 |
| ---- | ------ | ------ | ---- | ---- |
| 2022 | IHQ    | 스폰서 |      |      |

### 방송
- 2018년 MBC 《두니아 처음 만난 세계》
- [2022년] 썸핑

## 뮤직비디오
- 2016년 빅뱅 - 《LAST DANCE》
- 2017년 토사카 히로오미 - 《Wasted Love》
- 2017년 로꼬 - 《DA DA DA》
- 2017년 Sik-K & pH-1 & Jay Park - 《iffy》
- 2020년 JYB(박진영&비) - 나로 바꾸자